# Carapelle Calvisio
Carapelle Calvisio é uma comuna italiana da região dos Abruzos, província de Áquila, com cerca de 95 habitantes. Estende-se por uma área de 14 km², tendo uma densidade populacional de 7 hab/km². Faz fronteira com Calascio, Capestrano, Caporciano, Castelvecchio Calvisio, Isola del Gran Sasso d'Italia (TE), Navelli, San Pio delle Camere, Santo Stefano di Sessanio.

## Demografia
| Variação demográfica do município entre 1861 e 2011                               |
|                                                                                   |
| Fonte: Istituto Nazionale di Statistica (ISTAT) - Elaboração gráfica da Wikipedia |